# Time of Our Lives
Time of Our Lives ist ein Lied des kubanoamerikanischen Rappers Pitbull und des US-amerikanischen R&B-Sängers Ne-Yo, das sowohl auf Pitbulls Album Globalization als auch auf Ne-Yos Album Non-Fiction am 17. November 2014 erschienen ist.

## Hintergrund
Es wurde von Dr. Luke, Cirkut, Michael Everett und Lifted produziert. Der Song ist nach dem Smash-Hit Give Me Everything aus dem Jahr 2011 die zweite gemeinsame Aufnahme der beiden Künstler. Die Co-Produzenten Dr. Luke und Cirkut markieren damit auch ihre vierte gemeinsame Produktion für Pitbull (nach Timber, Wild Wild Love und We Are One (Ole Ola)) und die dritte für Ne-Yo (nach She Knows und Turn all the Lights on).

## Musikvideo
Das Musikvideo erschien Ende Dezember 2014 auf Pitbulls YouTube-Kanal und wurde bis Juni 2023 mehr als 256 Millionen Mal geklickt. Der Regisseur war Gil Green. In dem Video sieht man Pitbull und Ne-Yo auf einer Hausparty, bei der Silvester 1999 gefeiert wird. Pitbull trägt eine College-Jacke und eine Snapback und tanzt gemeinsam mit mehreren Frauen und Ne-Yo. Auf der Party ist unter anderem Fergie von den Black Eyed Peas.

## Kommerzieller Erfolg

### Chartplatzierungen
Time of Our Lives ist mit Top-10-Platzierungen unter anderem in Belgien, Finnland, Indonesien, Kanada, Norwegen und den USA, sowie Nummer-eins-Platzierungen in Kroatien und Mexiko die erfolgreichste Single aus dem Album Globalization. Trotz der vielen Top-10-Platzierungen weltweit konnte der Song in Deutschland mit Platz 22 nur die Top 30 erreichen, wurde aber nach We Are One (Ole Ola) und Fireball die dritte Top-30-Single des Albums.
| ChartsChartplatzierungen       | Höchstplatzierung | Wochen |
| ------------------------------ | ----------------- | ------ |
| Deutschland (GfK)              | 22 (21 Wo.)       | 21     |
| Österreich (Ö3)                | 26 (15 Wo.)       | 15     |
| Schweiz (IFPI)                 | 35 (20 Wo.)       | 20     |
| Vereinigte Staaten (Billboard) | 9 (27 Wo.)        | 27     |
| Vereinigtes Königreich (OCC)   | 27 (25 Wo.)       | 25     |

| ChartsJahrescharts (2015)      | Platzierung |
| ------------------------------ | ----------- |
| Deutschland (GfK)              | 96          |
| Vereinigte Staaten (Billboard) | 39          |

### Auszeichnungen für Musikverkäufe
| Land/Region                  | Auszeichnungen für Musikverkäufe (Land/Region, Auszeichnung, Verkäufe) | Verkäufe  |
| ---------------------------- | ---------------------------------------------------------------------- | --------- |
| Australien (ARIA)            | 2× Platin                                                              | 140.000   |
| Dänemark (IFPI)              | 2× Platin                                                              | 180.000   |
| Deutschland (BVMI)           | Platin                                                                 | 400.000   |
| Italien (FIMI)               | Platin                                                                 | 50.000    |
| Neuseeland (RMNZ)            | 5× Platin                                                              | 150.000   |
| Schweden (IFPI)              | Platin                                                                 | 40.000    |
| Spanien (Promusicae)         | Platin                                                                 | 40.000    |
| Vereinigte Staaten (RIAA)    | 5× Platin                                                              | 5.000.000 |
| Vereinigtes Königreich (BPI) | 2× Platin                                                              | 1.200.000 |
| Insgesamt                    | 20× Platin ·                                                           | 7.200.000 |

Hauptartikel: Pitbull (Rapper)/Auszeichnungen für Musikverkäufe